# Orthopyxis norvegiae
Orthopyxis norvegiae is een hydroïdpoliepensoort uit de familie van de Campanulariidae. De wetenschappelijke naam van de soort is voor het eerst geldig gepubliceerd in 1948 door Broch.